# 西海郡 (西汉)
西海郡是西漢時設立的一個郡，位於今青海省境內。
西海郡最早設立於漢朝時期。漢平帝元始四年（4年），王莽遣中郎將平憲持金幣利誘金城郡塞外（祁连山西南麓）的西羌酋首獻地內屬，置西海郡，郡治龍耆城（今青海省海北藏族自治州海晏县三角城镇三角城村西南角的金银滩草原上有故城遺址，其东墙长621米，南墙长602米，西墙长593米，北墙长622米，略呈正方形 ）。
時西海郡設五縣：修遠縣、監羌縣、興武縣、軍虜縣、順礫縣。居摄元年（公元6年），西羌豪酋庞恬、傅幡等兴兵攻打西海郡，企图夺回水草丰美的环湖地区。西海太守程永弃城逃走，后被王莽所杀。羌人遂即占领西海郡。次年，王莽遣护羌校尉窦况等击破西羌，收复了西海郡。王莽代漢称帝后，爆发了绿林、赤眉起义，新莽政权无力顾及边疆郡县，卑禾羌遂又趁机夺回了故土，西海郡也随之废弃。東漢光武帝統一天下後，對於金城塞外故西海郡的羌人只是在金城郡內設立護羌校尉監管、巡撫，並沒有恢復郡縣（因此出現「西海郡即金城郡，王莽改金城郡为西海郡。或云，初置时西海郡为独立一郡，后并入金城郡的說法）。
後來羌人屢次叛亂，到漢和帝永元十四年（公元102年）平定羌亂，聽從隃麋相曹鳳之言，恢復西海郡，並將金城西部都尉徙至龍耆城，建立屯田。直到漢安帝永初年間，羌亂爆發，西海郡再次廢棄。
到东汉建安年间，改张掖居延属国为西海郡，與以前的西海郡不同，治所在居延（今内蒙古自治區阿拉善盟额济纳旗东南）。辖境约当今居延海附近一带。北魏時再度废棄。隋朝建大同城，屬張掖郡，皆非西漢的西海郡。
隋煬帝大業五年（609年），以吐谷渾之地復置西海郡（今青海湖以西）。后在大业十一年（615年）废弃。唐太宗時，貞觀二十三年（649年）即唐太宗去世之年，唐高宗封吐蕃王松贊幹布為“西海郡王”。
西海郡故城遗址位於青海湖東北側、湟水南岸的金銀灘上，俗稱“三角城”，距今海晏縣縣城約一公里，西寧市往西約九十公里。为青海全国重点文物保护单位。